# Sylvisorex howelli
Sylvisorex howelli är en däggdjursart som beskrevs av Jenkins 1984. Sylvisorex howelli ingår i släktet Sylvisorex och familjen näbbmöss. IUCN kategoriserar arten globalt som starkt hotad.
Artepitet i det vetenskapliga namnet hedrar zoologen och herpetologen Kim M. Howell som under en längre tid var aktiv vid universitetet i Dar es-Salaam i Tanzania.
Arten har några mindre från varandra skilda populationer i östra Tanzania. Den vistas i bergstrakter vid 1000 meter över havet eller högre. Habitatet utgörs av fuktiga tropiska bergsskogar.

## Underarter
Arten delas in i följande underarter:
- S. h. howelli
- S. h. usambarensis